# SN 2009ir
SN 2009ir – supernowa typu II odkryta 25 sierpnia 2009 roku w galaktyce UGC 10396. W momencie odkrycia miała maksymalną jasność 19,00m.